# 南小野田站

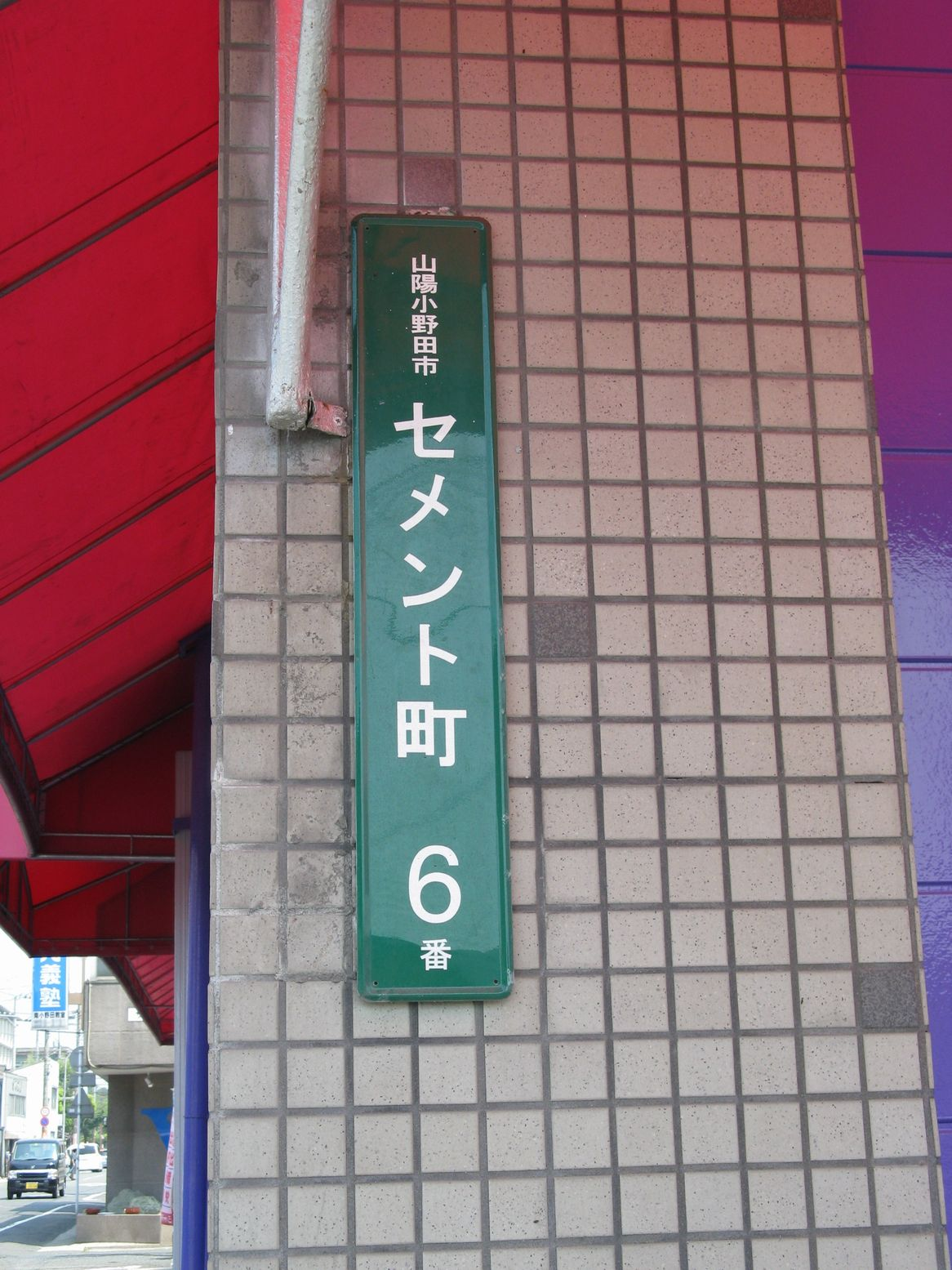
「水泥町」町名牌

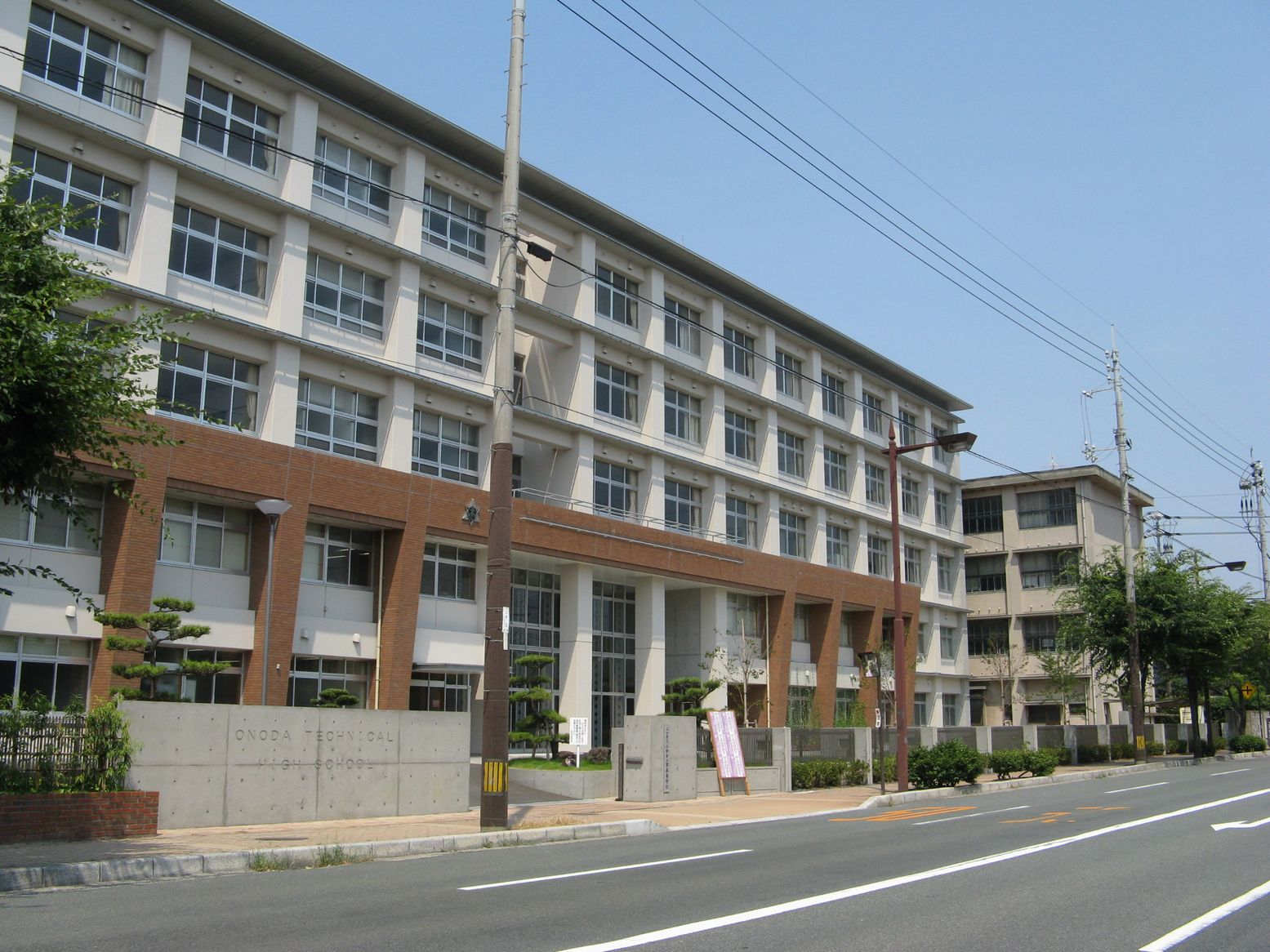
山口縣立小野田工業高等學校

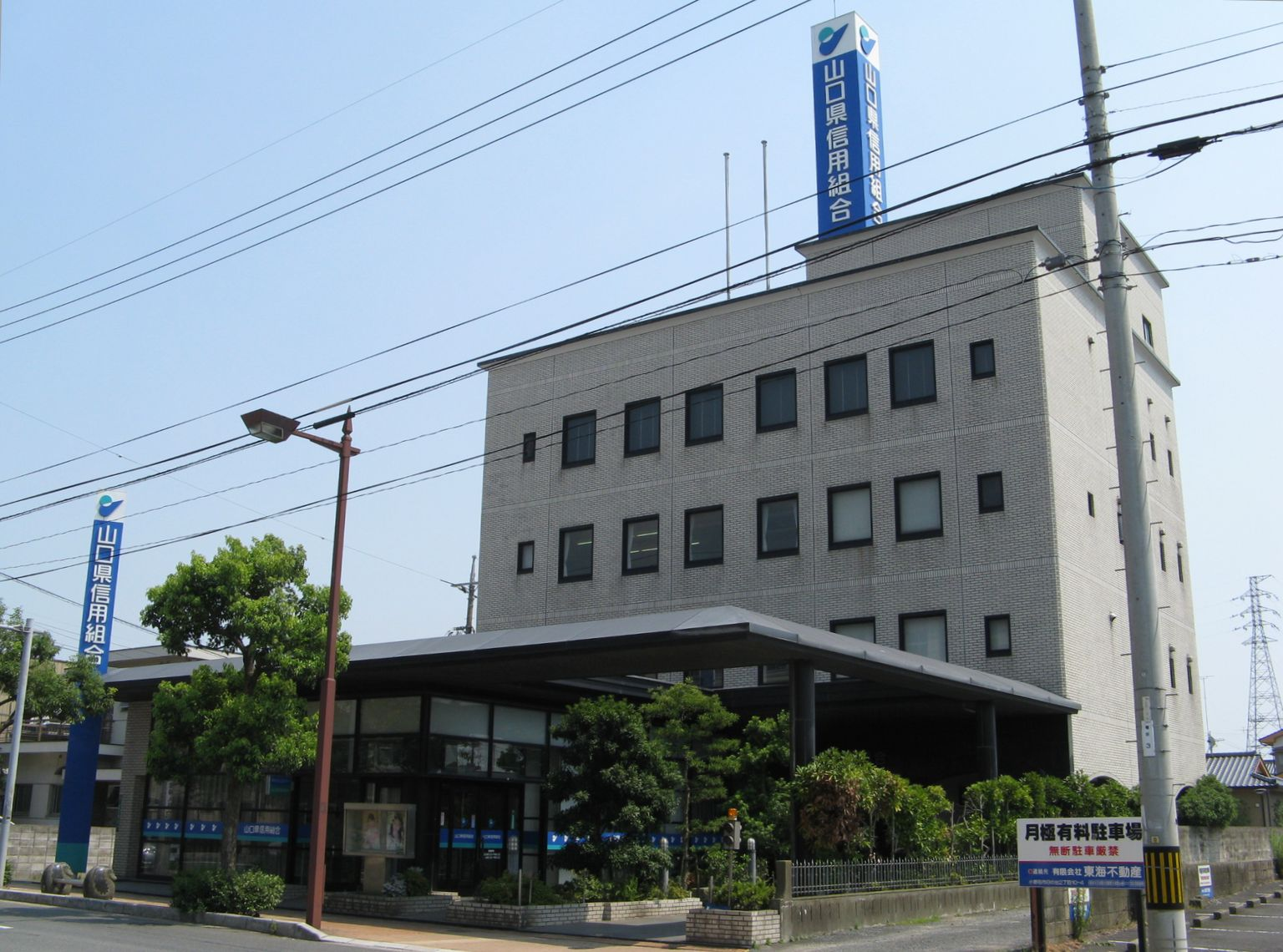
山口縣信用組合總店

南小野田站（日语：／ Minami-Onoda eki */?）是位於山口縣山陽小野田市平成町，西日本旅客鐵道（JR西日本）的小野田線車站。

## 背景
本站原為小野田港站的原有位置。1915年11月25日啟用時以「水泥町站」命名，國有化後隨向雀田站延伸時遷移了小野田港站的位置，本站亦改稱「小野田港站北口」。
在1962年3月15日，「小野田港站北口」分離成為一座獨立車站，共名為南小野田站。

## 車站構造
以簡易車站模式運作，月台上建有一座簡易式站房，以方便職員可以在站房內進行票務事宜。簡易委託化後，站房的售票櫃臺便鮮有再開放。

### 月台
設有1面1線的單式月台，列車到站時，往小野田方向的列車會開啟右邊車門；往宇部新川方向為右側上落。
| 路線      | 上下行 | 方向         |
| --------- | ------ | ------------ |
| ■小野田線 | 上行   | 宇部新川方向 |
| ■小野田線 | 下行   | 小野田方向   |

## 歷史
- 1915年11月25日：小野田輕便鐵道小野田站至本站開通，啟用。當時稱為水泥町站。
- 1923年：小野田輕便鐵道改名為小野田鐵道（日语：小野田鉄道）。
- 1943年4月1日：小野田鐵道被國有化。成為國有鐵道小野田線車站。同時，本站改名為小野田港站。
- 1947年10月1日：小野田線小野田港站至雀田站之間開通。同時小野田港站遷移至現地，本站改稱為「小野田港站北口」，不再運作。

- 此外，在小野田港至雀田之間開通時，小野田線編入至宇部西線。

- 1948年2月1日：宇部西線再改名為小野田線。
- 1962年3月15日：小野田港站北口重新使用，並改稱南小野田站。
- 1985年2月1日：改為無人車站（簡易委託）。
- 1987年4月1日：隨國鐵分割民營化，車站由西日本旅客鐵道（JR西日本）營運。

## 使用狀況
以下為近年使用人次：
| 乘車人次變化 | 乘車人次變化 |
| 年度         | 1日平均人次  |
| ------------ | ------------ |
| 1999         | 232          |
| 2000         | 189          |
| 2001         | 142          |
| 2002         | 122          |
| 2003         | 115          |
| 2004         | 103          |
| 2005         | 98           |
| 2006         | 104          |
| 2007         | 100          |
| 2008         | 107          |
| 2009         | 91           |
| 2010         | 91           |
| 2011         | 101          |
| 2012         | 93           |
| 2013         | 93           |
| 2014         | 95           |
| 2015         | 98           |
| 2016         | 115          |
| 2017         | 119          |
| 2018         | 120          |
| 2019         | 113          |
| 2020         | 96           |
| 2021         | 87           |
| 2022         | 90           |

## 相鄰車站
西日本旅客鐵道（JR西日本）
■小野田線
小野田港－南小野田－南中川

## 外部連結
- 南小野田｜車站資訊：JR出門網 - 西日本旅客鐵道（日語）